# Pływanie na Letnich Igrzyskach Olimpijskich 1924 – 4 × 100 m stylem dowolnym kobiet
4 x 100 m kobiet było jedną z konkurencji pływackich na Letnich Igrzyskach Olimpijskich 1924. Zawody odbyły się w dniu 18 lipca. W zawodach uczestniczyły 24 zawodniczki z 6 państw.

## Rekordy
| Rekord świata     | 5:11,6 | Margaret Woodbridge Frances Schroth Irene Guest Ethelda Bleibtrey | Antwerpia (BEL) | 29 sierpnia 1920 |
| Rekord olimpijski | 5:11,6 | Margaret Woodbridge Frances Schroth Irene Guest Ethelda Bleibtrey | Antwerpia (BEL) | 29 sierpnia 1920 |

## Wyniki
| Miejsce | Zawodniczki                                                            | Czas      |
| ------- | ---------------------------------------------------------------------- | --------- |
| 1       | Euphrasia Donnelly, Gertrude Ederle, Ethel Lackie, Mariechen Wehselau  | 4:58,8 WR |
| 2       | Florence Barker, Constance Jeans, Grace McKenzie, Iris Tanner          | 5:17,0    |
| 3       | Aina Berg, Gurli Ewerlund, Wivan Pettersson, Hjördis Töpel             | 5:35,6    |
| 4       | Vibeke Møller, Agnete Olsen, Hedevig Rasmussen, Karen Maud Rasmussen   | 5:42,4    |
| 5       | Ernestine Lebrun, Gilberte Mortier, Bibienne Pellegry, Mariette Protin | 5:43,4    |
| 6       | Marie Baron, Alida Bolten, Truus Klapwijk, Maria Vierdag               | 5:45,8    |